# Vénus de Jōmon
La Vénus de Jōmon (縄文のビーナス, Jōmon no Bīnasu), aussi appelée « Vénus Tanabatake », est une figurine de terre cuite du milieu de la période Jōmon, découverte en 1986 à Chino dans la préfecture de Nagano et classée trésor national du Japon depuis 1995.

## Historique
La statuette dite Vénus de Jōmon date de la période Jōmon (~15 000 - 300 av. J.-C.), plus précisément du Jōmon moyen : vers 3 000 av. J.-C.. Elle appartient, depuis sa découverte en 1986, à la ville de Chino, située dans la préfecture de Nagano. Elle est exhibée au Musée archéologique Togariishi de la ville.

## Découverte
En 1986, des fouilles archéologiques sont organisées avant la construction d'une zone industrielle à l'emplacement de l'ancien hameau de Tanabatake, dans la ville de Chino, située au pied du versant occidental des monts Yatsugatake, à environ 140 km au nord-ouest de Tokyo. Le chantier ouvert met au jour les vestiges d'une cité de 149 habitations dont la majorité date du Jōmon moyen. Les morceaux d'obsidienne découverts sur le site archéologique indiquent que ce village était un centre de commerce de cette roche volcanique. Au centre des ruines, parmi d'autres artéfacts extraits des centaines d'excavations, une figurine en terre cuite est exhumée : un dogū représentant une femme enceinte. L'objet, confectionné par la main de l'homme, se trouvait dans une cavité au centre d'un groupe d'habitation circulaire.
Comme cette statuette présente des caractéristiques qui s'apparentent à celle d'une œuvre d'art, le nom de Vénus de Tanabatake lui est attribuée, puis celui de Vénus de Jōmon.

## Description
Le dogū exhumé à Chino en 1986 est une statuette en terre cuite de couleur ocre, d'une hauteur de 27 cm pour un poids de 2,14 kg. Ses formes correspondent à celles d'une femme enceinte : de larges hanches, des fesses à la rondeur très prononcées, des petits seins bien visibles et un ventre de grossesse. 
Contrairement à des dizaines de milliers d'autres dogū découverts ailleurs au Japon, la Vénus Jōmon possède tous ses membres ; l'argile dont elle est constituée a été soigneusement polie et recouverte du mica noir. Tête, seins, hanches ou fesses, tous les volumes saillants ont été conçus à part puis placés sur une âme d’argile et cuite à basse température (entre 600 et 800 °C) à même le sol..

## Trésor national
En 1989, la Vénus de Jōmon acquiert le statut officiel de bien culturel important. Puis, le 15 juin 1995, elle entre dans la catégorie des trésors nationaux du Japon,. En 2014, elle est rejointe dans cette catégorie par la « Déesse masquée », un autre dogū découvert  en 2000 sur le site archéologique voisin de Nakappara à Chino. Les deux statuettes sont exhibées au musée archéologique Togariishi de Chino.

## À voir aussi